# Gisela (781-808)
Gisela (ca. 781 - 808) was een dochter van Karel de Grote uit zijn derde huwelijk met Hildegard. 
Behalve haar geboorte en sterfjaar is er weinig bekend over het leven van Gisela. Zij dient niet verward te worden met haar tante Gisela, naar wie zij waarschijnlijk is vernoemd. 